# 庫格勒鎮區 (明尼蘇達州聖路易斯縣)
庫格勒鎮區（英語：Kugler Township）是位於美國明尼蘇達州聖路易斯縣的一個行政鎮區。

## 地方資料
庫格勒鎮區的面積為91.05平方千米，當中陸地面積為90.39平方千米，而水域面積為0.66平方千米。根據2020年美國人口普查的數據，當地共有人口145人，而人口密度為每平方千米1.59人。